# Elezioni presidenziali in Messico del 1952
Le elezioni presidenziali in Messico del 1952 si tennero domenica 6 luglio, contestualmente alle elezioni parlamentari. Furono vinte di larga misura da Adolfo Ruiz Cortines, che ottenne il 74,32 % dei voti. Queste furono le ultime elezioni presidenziali in Messico in cui le donne non erano ammesse al voto.

## Campagna
Il presidente Miguel Alemán Valdés nominò il suo Segretario degli Interni, Adolfo Ruiz Cortines, candidato alla presidenza del PRI.
Miguel Henríquez Guzmán, un ex membro del PRI che lasciò quel partito nel 1951, fu nominato candidato del Partito Costituzionalista Messicano (PCM), all'interno della Federazione dei Partiti del Popolo Messicano (FPPM). Il Partito Azione Nazionale (PAN) nominò Efraín González Luna come primo candidato presidenziale in assoluto. Alla fine, il noto leader sindacale Vicente Lombardo Toledano fu candidato per il Partito Popolare (PP).
La stagione della campagna del 1952 vide il modello di pubblicità politica volta a lodare le virtù del candidato di un partito adottato. Era anche la prima volta nella storia messicana che le ricerche di mercato venivano utilizzate in una campagna politica.
Tra i candidati dell'opposizione, Henríquez Guzmán divenne particolarmente popolare. La sua campagna utilizzò una melodia di mariachi composta per lui da Manuel Ramos Trujillo per promuovere la sua candidatura. Sebbene questo uso dei jingle della campagna sia stato condannato dai critici che lo videro come togliere la serietà della politica, il successo della canzone in molte regioni del paese portò all'adozione diffusa di questa e di altre tecniche di marketing nelle campagne future.
Il presunto ruolo della famiglia dell'ex presidente Lázaro Cárdenas del Río in merito a queste elezioni è stato ampiamente commentato: Amalia Solórzano e Cuauhtémoc Cárdenas, in particolare moglie e figlio dell'ex presidente, avrebbero sostenuto la candidatura di Henríquez Guzmán, mentre Dámaso Cárdenas (fratello di Lázaro e poi governatore del Michoacán) fece una forte campagna a favore di Ruiz Cortines; Si diceva che lo stesso Lázaro fosse un simpatizzante di Henríquez Guzmán, anche se ufficialmente sostenne Ruiz Cortines, anche se in modo piuttosto discreto.
L'ex governatore della Bassa California del Sud, Francisco J. Múgica (da allora escluso dal PRI) fece alcune dichiarazioni durante la campagna accusando Ruiz Cortines di aver collaborato con gli statunitensi durante l'occupazione di Veracruz del 1914. Ruiz Cortines negò le accuse e affermò che al momento era a Città del Messico al servizio della Rivoluzione sotto il comando di Alfredo Robles Domínguez e Heriberto Jara Corona. Più tardi nella campagna, durante una visita a Veracruz il 7 giugno, il comune di Xalapa lo onorò con una pergamena che negava le accuse e lo nominò "Patriota e illustre Figlio di Veracruz".

## Risultati
| Candidati                 | Partiti                              | Voti      | %     |
| ------------------------- | ------------------------------------ | --------- | ----- |
| Adolfo Ruiz Cortines      | Partito Rivoluzionario Istituzionale | 2 713 419 | 74,31 |
| Miguel Henríquez Guzmán   | Partito Costituzionalista Messicano  | 579 745   | 15,88 |
| Efraín González Luna      | Partito Azione Nazionale             | 285 555   | 7,82  |
| Vicente Lombardo Toledano | Partito Popolare                     | 72 482    | 1,99  |
| Altri                     | -                                    | 282       | 0,01  |
| Totale                    | Totale                               | 3 651 483 | 100   |

## Conseguenze
Nel conteggio delle elezioni ufficiali, Ruiz Cortines vinse con oltre il 74 % del voto popolare, seguito da Henríquez Guzmán con il 15,8 %. Questi risultati scatenarono un'ondata di proteste in vari stati da parte dei sostenitori di Henríquez, che furono violentemente repressi dall'amministrazione di Miguel Alemán Valdés. Tra quelli che chiedevano giustizia c'erano l'ex ambasciatore messicano in Honduras, José Muñoz Cota Ibáñez e Alicia Pérez Salazar.
Alcuni capi militari, simpatizzanti di Henríquez Guzmán e in linea con l'ex presidente Lázaro Cárdenas del Río, colsero l'occasione e proposero di realizzare un colpo di Stato in modo che Henríquez diventasse presidente. Tuttavia, fu lo stesso Henríquez a rifiutare il piano, e al contrario chiese ai suoi sostenitori di fermare le violente proteste. Nonostante l'intensità delle proteste, i risultati rimasero e, di conseguenza, Henríquez Guzmán si ritirò dalla vita pubblica.
Molti anni dopo le elezioni, Ruiz Cortines rivelò che solo cinque settimane prima che fosse programmato per entrare in carica, subì un intervento chirurgico per sbarazzarsi di un'ernia; per mantenere l'intervento chirurgico come segreto dei media, fu temporaneamente installata una sala operatoria nella residenza di Città del Messico di Ruiz Cortines. Dopo l'operazione riuscita, Ruiz Cortines entrò in carica come previsto il 1º dicembre.